# Калькар
Калькар (нем. Kalkar) — город в Германии, в земле Северный Рейн-Вестфалия.
Подчинён административному округу Дюссельдорф. Входит в состав района Клеве. Население составляет 13 670 человек (2013); в 2000 г. — 13,4 тысяч. Занимает площадь 88,2 км². Официальный код — 05 1 54 024.
Город подразделяется на 13 городских районов.
Был основал в 1230 году графом Дитрихом V Клевским. Получил статус города в 1242 году.

## Личности
- Фридрих Вильгельм фон Зейдлиц-Курцбах (1721-1773) — прусский военачальник, командующий кавалерией армии Фридриха Великого.

## Фотографии

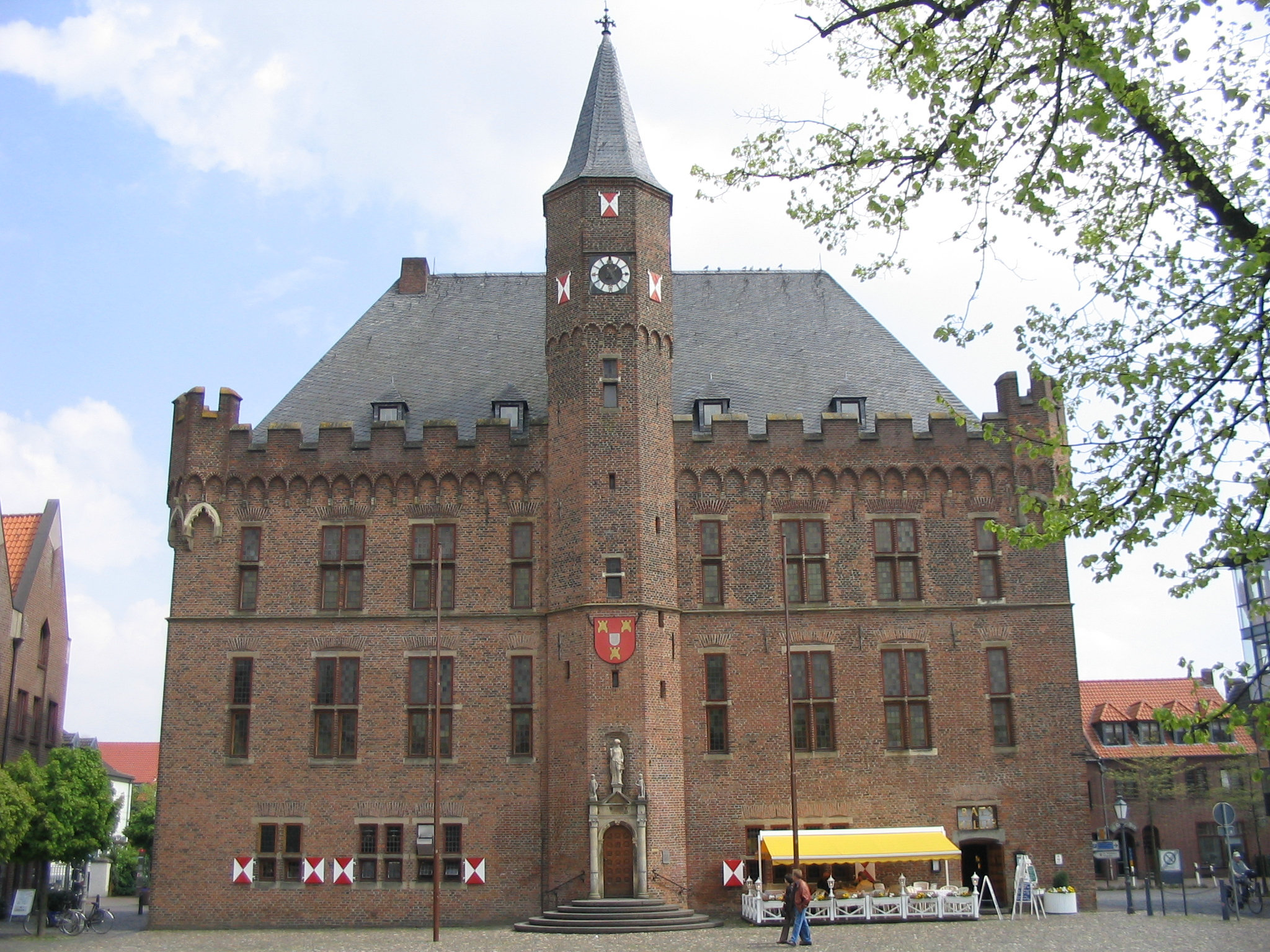
Городска ратуша
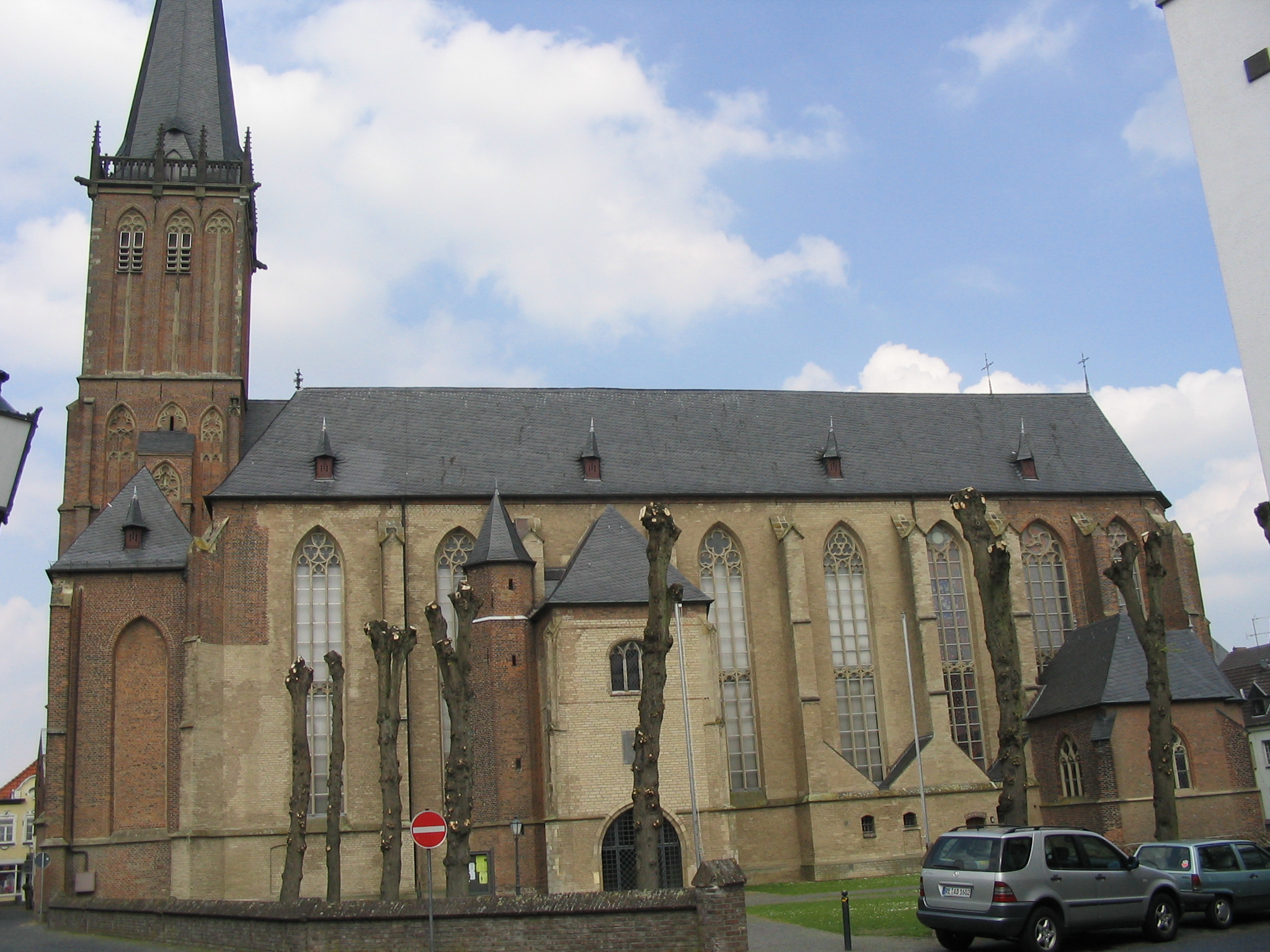
Церковь Святого Николая
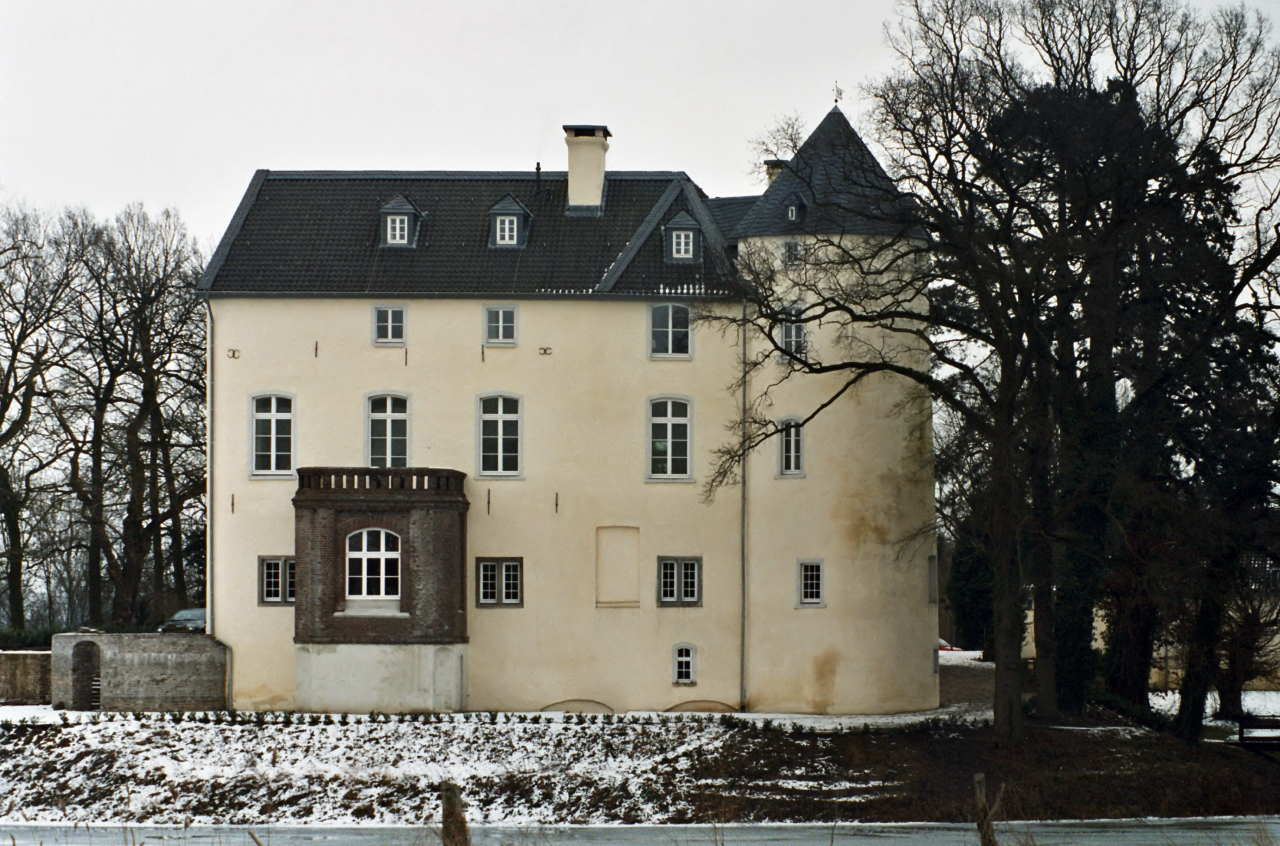
Средневековый замок в окрестностях города.